# Phare de Delimara (1990)
Le phare de Delimara (1990) est un phare situé sur la péninsule de Delimara dans la baie de Marsaxlokk sur l'île de Malte (république de Malte) en mer Méditerranée.

## Histoire
Le phare, construit en 1990, à côté de l'ancien phare, le remplace. La grande tour rectangulaire de deux étages, plus moderne, comporte des fenêtres d'observation. Il est aussi muni de radars et d'antenne de télécommunication.

## Description
Le phare est une tour quadrangulaire en maçonnerie de 18 m de haut surmontant un bâtiment technique d'un étage. Il émet, à une hauteur focale de 35 m deux éclats blancs toutes les 12 secondes. Sa portée est de 18 milles nautiques (environ 33 km).
Identifiant : ARLHS : MLT001 - Amirauté : E2070 - NGA : 10564 .
|                       |
| Péninsule de Delimara |

|          |
| Le phare |

### Lien connexe
- Liste des phares de Malte